# 시천교
시천교(侍天敎)는 동학의 일파이다.
최시형이 동학란의 책임을 지고 교수형에 처해진 뒤 김연국(金演局), 이용구와 손병희는 천도교라는 새로운 교명을 선포하고 교체 확립에 나섰다.
이용구는 동학을 이용하여 진보회, 일진회 등의 친일 단체를 세웠고, 서로간에 뜻이 맞지 않아 결별하게 된 데서 교단은 양분되었다. 김연국, 이용구는 스스로 정치와는 결별할 것을 선언하고 반일 사상을 가진 천도교로부터 물러나와 친일 사상을 가진 시천교를 세웠다. 명칭은 동학의 경전에 있는 문구(侍天主造化定 永世不忘萬事知)에서 따왔다.

## 저술 활동
시천교는 시천교역사(侍天敎歷史)라는 책과 잡지 시천교월보(侍天敎月報)를 출판하였다.